# Joseph Hodgson (cầu thủ bóng đá)
Joseph C. Hodgson (sinh năm 1894) là một cầu thủ bóng đá người Anh từng thi đấu ở vị trí tiền vệ chạy cánh.